# Бобаль, Матвей Матвеевич (старший)
Матве́й Матве́евич Бо́баль (укр. Матвій Матвійович Бобаль; 19 апреля 1959, Ужгород, Закарпатская область, Украинская ССР, СССР) — советский футболист, нападающий. Был тренером и президентом ужгородского клуба «Закарпатье». Отец футболиста Матвея Бобаля-младшего.

## Биография
Воспитанник футбольной школы киевского «Динамо». Первый тренер — Вадим Соснихин.
Выступал за «Динамо» Киев, «Карпаты» Львов, «Металлург» Запорожье, «Закарпатье».
С 1986 работал футбольным арбитром. С августа 1995 по ноябрь 1996 — главный тренер ФК «Закарпатье».
Вместе с женой Натальей имеют 3 детей: старший, Матвей, является профессиональным футболистом, а средний Юрий (родился 1987 году) судит матчи чемпионата Закарпатской области.